# Andrzej Abłamowicz
Andrzej Marian Abłamowicz (ur. 15 maja 1929 w Krakowie, zm. 2 marca 1985 w Warszawie) – polski inżynier, lotnik cywilny, pilot doświadczalny.

## Życiorys

### Młodość
Urodził się w Krakowie w rodzinie inteligenckiej. Podczas wojny uzyskał zawód ślusarza i uczył się na tajnych kompletach gimnazjalnych, służył przy tym w Armii Krajowej jako łącznik. Jeszcze od 1938 zajmował się modelarstwem lotniczym.
Z Krakowem był związany do końca lat 40. W 1942 r. ukończył szkołę powszechną tam też zdał maturę i w 1947 rozpoczął studia na Wydziale Komunikacji Oddziału Lotniczego Wydziałów Politechnicznych Akademii Górniczej. Jednakże jeszcze w gimnazjum, tuż po wyzwoleniu Krakowa w 1945, odbył podstawowe szkolenie szybowcowe na poniemieckim szybowcu SG-38. Miało to miejsce w Bodzowie, gdzie 10 czerwca rozpoczął się jeden z najwcześniejszych powojennych kursów szybowcowych kierowany przez instruktora Mariana Markowskiego. Uzyskał tam wówczas kategorię A i B pilota szybowcowego. Wraz z Andrzejem Abłamowiczem swój pierwszy lot odbyli starsi koledzy – Julian Bojanowski i Stanisław Wielgus (którzy później pracowali jako piloci doświadczalni, także w Instytucie Lotnictwa).

### Kariera zawodowa
W 1947 odbył przeszkolenie w pilotażu samolotowym w Cywilnej Szkole Pilotów i Mechaników w Ligocie Dolnej. Był prymusem kursu i zdał egzamin z wynikiem celującym. Nabył w tymże roku uprawnienia instruktora szybowcowego w Lisich Kątach i w latach 1948–1949 zajmował się sezonowo szkoleniem lotniczej młodzieży na lotnisku w Krośnie. Latał w tym czasie też i sportowo. Jako pierwszy w Polsce wykonał w 1952 beczkę na szybowcu Jastrząb w locie wleczonym za samolotem, na lotnisku w Aleksandrowicach (obecnie Aeroklub Bielsko-Bialski).
Akrobacja lotnicza była jego ulubioną dziedziną sportową, uczestniczył w jury wielu zawodów tak krajowych, jak i międzynarodowych. Pewnego razu, podczas sędziowania zawodów w USA, miał okazję odbyć lot na przedwojennym szybowcu Orlik konstrukcji inż. Antoniego Kocjana, czy polatać na myśliwcu z II wojny – P-51 Mustang.
W dziedzinie sportu lotniczego, w 1957 uzyskał na samolocie TS-8 Bies dwa rekordy świata w sporcie lotniczym (wysokości lotu i odległości lotu w obwodzie zamkniętym) i 2 rekordy szybkości wznoszenia na samolocie odrzutowym Jak-23, a kolejny rekord świata prędkości lotu w obwodzie zamkniętym na TS-11 Iskra w 1964, oprócz tego na różnych samolotach uzyskał kilka rekordów Polski w zakresie pułapu lotu, odległości, prędkości maksymalnej i prędkości wznoszenia – razem 11 rekordów.
Po 1949, w związku z likwidacją kierunku lotniczego na Akademii Górniczej, przeniósł się do Warszawy. 7 maja 1950 roku na zlecenie Głównego Instytutu Lotnictwa, Abłamowicz wykonał na pierwszym powojennym motoszybowcu Pegaz lot, celem którego było wydanie opinii o przydatności tego płatowca do przeszkolenia pilotów szybowcowych na samoloty. 8 maja 1950 roku Andrzej Abłamowicz został zatrudniony w Głównym Instytucie Lotnictwa w Dziale Badań w Locie kierowanym wówczas przez inż. Tadeusza Chylińskiego i tym samym stał się pierwszym po wojnie etatowym pilotem doświadczalnym Instytutu (do tej pory loty doświadczalne w Głównym Instytucie Lotnictwa. wykonywali na podstawie umów, trzej piloci Polskich Linii Lotniczych LOT – Włodzimierz Gedymin, Wiktor Pełka i Jerzy Szymankiewicz). Początkowo pełnił funkcję asystenta pilota doświadczalnego, prowadząc próby homologacyjne z Wiktorem Pełką. Wspólnie wykonali pierwszy lot na samolocie Junak 3.
Na początku grudnia 1951 roku, Abłamowicz dokonał na lotnisku Okęcie oblotu przekonstruowanego przez inżyniera Tadeusza Chylińskiego samolotu Piper L-4 Cub na samolot sanitarny a 10 października 1954 roku na Wiśle samolotu Piper L-4 Cub z pływakami (Wodnosamolot). Z Instytutem Lotnictwa Andrzej Abłamowicz, pozostał związany aż do 1985. W Warszawie też ukończył ostatecznie w 1956 studia na Wydziale Mechanicznym Politechniki Warszawskiej z dyplomem inżyniera-mechanika ze specjalnością budowy płatowców.
W 1959 został kierownikiem Zakładu Badań w Locie Instytutu Lotnictwa, którym kierował przez 14 lat. Przez całe swoje zawodowe życie pracował jako pilot doświadczalny. Początkowo zajmował się próbami w locie szybowców, później przejął tematy badawcze w zakresie samolotów od starszych kolegów – pilotów doświadczalnych pracujących w GIL na zlecenie – Włodzimierza Gedymina i Wiktora Pełki. W 1951 nabył uprawnienia do pilotowania samolotów wielosilnikowych, a w 1952 przeszedł przeszkolenie na pierwszym polskim śmigłowcu BŻ-1 Gil, na którym też samodzielnie odbywał dalsze loty.
W 1955, jako jeden z nielicznych pilotów cywilnych przeszedł przeszkolenie na odrzutowych samolotach myśliwskich Jak-17U, Jak-23, MiG-15, MiG-17 i ich polskich wersjach pochodnych Lim oraz na bombowcu Ił-28. Nabył stopniowo uprawnienia na wszystkie samoloty. Oblatał on jako pierwszy m.in. prototypy TS-8 Bies (1955) i TS-11 Iskra (1960) oraz jedynego polskiego czterosilnikowego samolotu komunikacyjnego MD-12 (1959). Oblatywał samoloty będące na wyposażeniu PLL LOT, miał uprawnienia egzaminatora. Prowadził (wraz z Ludwikiem Natkańcem) międzynarodowe próby homologacyjne radzieckich samolotów pasażerskich Tu-134 i Jak-40.
Na prototypie szybowca Bocian w 1953 wylądował ze złamanym drążkiem sterowym, sterując 8-centymetrowym kikutem drążka. Z kolei na prototypie TS-11 Iskra powrócił do Warszawy i wylądował na lotnisku na Okęciu z wyłączonym silnikiem w locie znad Siedlec, przelatując bez napędu 86 km (z wysokości 9000 metrów). Innym razem na wysokości przeżył gwałtowną dekompresję – wyrwanie się z ramy mocującej oszklenia kabiny w TS-11 Iskra. Według jego wspomnień, przeżył też korkociąg na prototypie samolotu PZL M18 Dromader, ...choć samolot ten zupełnie nie nadaje się do tej ewolucji.
W czasie swego życia latał na 152 typach szybowców, samolotów i śmigłowców, wykonując loty na prawie wszystkich zbudowanych w Polsce typach samolotów i szybowców oraz wielu zagranicznych. Wylatał w sumie 8103 godziny. Wraz z Julianem Bojanowskim prowadził próby silnika odrzutowego SO-1, latając na odrzutowym samolocie bombowym Ił-28 pełniącym rolę latającej hamowni. Próby te ukończył z sukcesem, mając raz podczas lotów w chmurach pożar doczepionego pod komorą bombową silnika SO-1, czy awarie przyrządów do lotów IFR. Osiągał w tych lotach pułap 11 000 m, bez ogrzewania, w warunkach częściowej i bardzo prymitywnej hermetyzacji. Prowadził też (z inż. Ludwikiem Natkańcem) próby niecodziennej konstrukcji – rolniczego odrzutowca PZL M-15 „Belphegor”.
Demonstrując wielokrotnie polskie samoloty na arenie międzynarodowej przyczyniał się do propagowania polskich konstrukcji i polskiego przemysłu lotniczego. Zwłaszcza znamienny był przelot samolotem TS-8 Bies w 1957 na salon lotniczy w Paryżu – a było to niedługo po odwilży politycznej roku 1956. Swoją wiedzę i doświadczenie zawodowe wykorzystał w 7 publikacjach książkowych (w tym dwie napisane z konstruktorem szybowcowym mgr. inż. Władysławem Nowakowskim).
Spisał też wspomnienia w książce pod tytułem Nikogo nie zestrzeliłem, nagrodzoną w konkursie Wojsk Lotniczych, niedopuszczoną jednak do druku. Po śmierci autora praca przepadła.
Oprócz lotów badawczych działał w Głównej Komisji Badania Wypadków Lotniczych, jako zastępca przewodniczącego. Działał też we władzach Aeroklubu PRL. Reprezentował polskie lotnictwo sportowe w FAI – głównie w Międzynarodowej Komisji Akrobacji Lotniczej, w której przez kilka kadencji pełnił funkcję członka zarządu i wiceprezydenta.
Brał udział w lotach mających ustalić wpływ przeciążeń na organizm ludzki. Na samolocie myśliwskim Lim-2 wyposażonym w kamerę skierowaną na pilota i czujniki badające prace organizmu osiągnął podczas wyrwania z lotu nurkowego przeciążenie 10,7 G, lądując później, mimo pościnania wielu nitów konstrukcji myśliwca i podgięcia do góry skrzydeł o ponad 45 cm.
Łącznie ze stresami związanymi z pracą pilota doświadczalnego, czynniki takie miały ujemny wpływ na stan zdrowia Abłamowicza.

### Śmierć

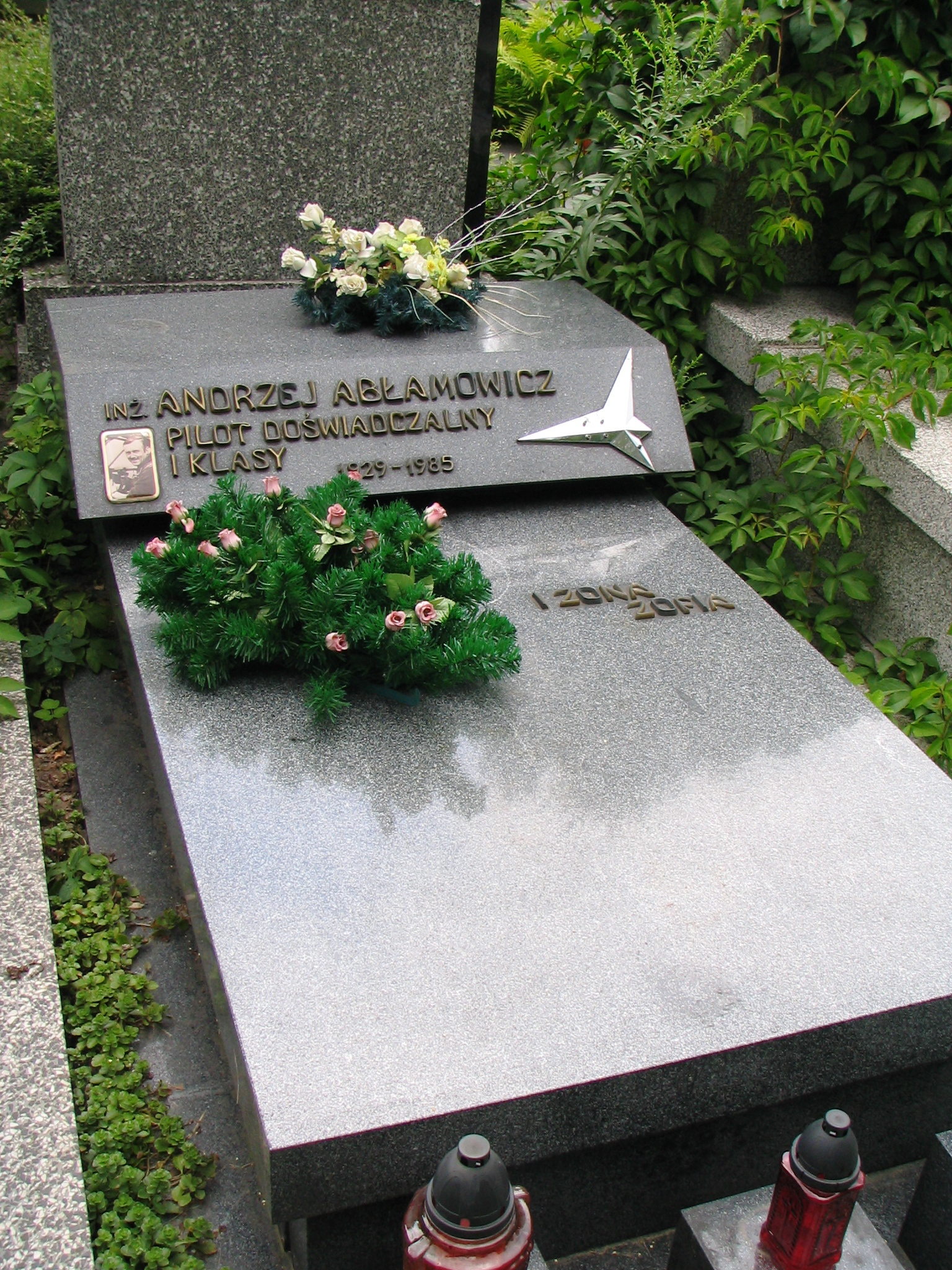
Grób Andrzeja Abłamowicza i jego żony Zofii na Cmentarzu Wojskowym na Powązkach w Warszawie, 23 lipca 2008

W styczniu 1985 przeszedł na emeryturę, zmarł niespełna dwa miesiące później, 2 marca, na atak serca. Jest pochowany na Cmentarzu Wojskowym na Powązkach w Warszawie w kwaterze C12, rząd 6, grób 4. Wraz z nim pochowana jest jego żona Zofia z d. Surowiec – wieloletnia stewardesa w PLL LOT.

## Publikacje
- Andrzej Abłamowicz, Władysław Nowakowski: Podstawy aerodynamiki i mechaniki lotu Wydawnictwa Komunikacji i Łączności, Warszawa 1980, s. 207.
- Andrzej Abłamowicz: Akrobacja lotnicza, Wydawnictwo Ministerstwa Obrony Narodowej,  1954, s. 118.
- Andrzej Abłamowicz: Lotnicze przyrządy pokładowe i aparaty tlenowe, 1954.
- Andrzej Abłamowicz: Pilotaż bez widoczności Wydawnictwa Komunikacyjne 1957.
- Justyn Sandauer (red.), Władysław Nowakowski, Irena Kaniewska, Andrzej Abłamowicz, Julian Bojanowski, Roman Zatwarnicki, Jerzy Adamek: Podręcznik pilota szybowcowego Wydawnictwa Komunikacji i Łączności, 1967.
- Andrzej Abłamowicz: Akrobacja 1979, s. 202.
- Andrzej Abłamowicz: Loty w trudnych warunkach atmosferycznych-IFR, Wydawnictwa Komunikacji i Łączności, Warszawa 1982, s. 199.
- Andrzej Abłamowicz: Akrobacja szybowcowa.

## Odznaczenia i wyróżnienia
- Krzyż Oficerski Orderu Odrodzenia Polski (pośmiertnie, 1985)
- Krzyż Kawalerski Orderu Odrodzenia Polski
- Złoty Krzyż Zasługi
- Srebrny Krzyż Zasługi
- Odznaka „Zasłużony Mistrz Sportu” (1957)[9]
- Honorowy Pilot Wojskowy PRL I Klasy 1961[1]
- Dyplom im. Paula Tissandiera FAI (1978)